# Култура Грчке
Култура Грчке еволуирала је хиљадама година, почев од Микенске Грчке, потом током Класичне Грчке, кроз утицај Римског царства и Византијског царства.
Друге културе и државе као што су Ахеменидско царство, Франкократија, Османско царство, Млетачка република, Република Ђенова и Британска империја су такође оставиле свој утицај на савремену грчку културу, али историчари признају Грчки рат за независност ревитализацијом Грчке и рађањем јединственог ентитета његове вишеструке културе.
Грчка се сматра колевком западне културе  и демократије. Савремене демократије су настале на основу грчких уверења да владе могу да буду вођене од стране људи, да суђење треба да буде са жиријем и да треба да постоји једнакост према закону. Древни Грци су пионири у многим пољима која се ослањају на систематску мисао, укључујући биологију, геометрију, историју,, филозофију и физику. Представили су важне књижевне форме као што су епска и лирска поезију, историја, трагедија и комедија. У потрази за редом и пропорционалношћу, Грци су створили идеал лепоте која је снажно утицала на западну уметност.

## Уметност

### Архитектура

#### Античка Грчка
Старогрчка архитектура најпознатија је по својим храмовима и позориштима.

#### Византијска Грчка
Византијска архитектура је архитектура Византијског царства. Византијска архитектура нагласила је распоред грчког крста, код кога су сви краци једнаке дужине. Простор у средини крста као и сва четири бочна простора пресвојавају се куполама. Груписање полукупола око централне куполе је карактеристично за ову архитектуру.

#### Модерна Грчка
Током османског освајања, грчка архитектура је била углавном концентрисана на грчке православне цркве. Ове цркве, као и други интелектуални центри (фондације, школе, итд.) које су градили Грци у дијаспори, били су под великим утицајем западноевропске архитектуре. Након Грчке независности и током деветнаестог века, архитектура класицизма се веома користила за јавну и приватну изградњу. На архитектуру 19. века Атине и других градова Грчке краљевине највише је утицала неокласична архитектура, са архитектама попут Теофила Ханзена, Ернеста Цилера и Стаматиоса Клеантиса. Што се тиче цркава, Грчка је такође доживела револуцију Неовизантијског стила.
Године 1933. потписана је Атинска повеља, манифест модернистичког покрета је потписан, а касније и објављен од стране Ле Корбизјеа. Архитекте овог покрета били су између осталог: Јаонис Деспотопоулос, Димитрис Пикионис, Патроклос Карантинос и Такис Зенетос. Након Другог светског рата и Грчког грађанског рата, велика изградња некретнина у главним грчким градским центрима, била је главни доприносни фактор грчкој економији и послератном опоравку. Први облакодери су такође изграђени током 1960-их и 1970-их, као што су ОТЕ торањ и Атински торањ 1.
Током шездесетих и седамдесетих година, хотел Ксенија је био национални програм изградње хотела који је иницирала Хеленска туристичка организација ради побољшања туристичке инфраструктуре земље. Она представља један од највећих инфраструктурних пројеката модерне грчке историје. Први менаџер пројекта био је архитекта Хараламбос Сфелос (од 1950. до 1958. године), а од 1957. године зграде је дизајнирао тим Ариса Константинидиса.

### Кинематографија
Биоскоп се први пут појавио у Грчкој 1896. године, али је први стварни филмски театар отворен 1907. године. Године 1914. основана је компанија Асти Филмс и почела производња дугих филмова. Голфо, позната традиционална љубавна прича, први је грчки дугометражни филм, иако је пре тога било неколико краткометражних као што су вести. Године 1931, Орестис Ласкос је режирао Дафнис и Клои (Δαφνις και Χλοη), који је садржао прву сцену голотиње у историји европске кинематографије; то је био и први грчки филм који је одигран у иностранству. Године 1944. Катина Паксину је добитница Оскара за најбољу глумицу у споредној улози за филм За ким звоно звони.
Грчким златним добом кинематографије се везују 1950-е и почетак 1960-их. Режисери и глумци ове ере били су препознати као важне историјске личности у Грчкој, а неки су стекли међународно признање: Михалис Какогианис, Алекос Сакелариос, Мелина Меркури, Никос Цифорос, Катина Паксину, Никос Кундурос, Елие Ламбети, Ирена Папас итд. Направљено је више од шездесет филмова годишње, а већина има филмске црно-беле елементе. Значајни филмови били су "Η καλπικη λιρα" (1955. у режији Јоргоса Цавеласа), "Πικρο Ψωμι" (1951, режија Јоргос Григориу), "О Дракос" од стране Никоса Кундуроса), "Стела" (1955, режија Цацоианис, сценариста Кампанелис). Цацоианис је такође режирао Грк Зорба са Ентони Квином, за који је добио номинације за најбољег режисера, најбоље прилагођене сценографије и номинације за најбољи филм. Финос Филм је такође допринео овом периоду са филмовима попут Λατέρνα, Φτωχεια και Φιλοτιμο ,  Η Θεια απο το Σικαγο ,  Το ξυλο βγηκε απο τον Παραδεισο  и многим другима. Током седамдесетих и осамдесетих година Теодорос Ангелопулос режирао је низ значајних и цењених филмова. Његов филм "Вечност и дан" освојио је златну палму и награду екуменског жирија на Канском филмском фестивалу 1998. године.
У грчкој дијаспори било је и међународно познатих филмских стваралаца као што је Елија Казан.

### Музика и игре
Грчка има разноврсну и веома утицајну музичку традицију, са древном музиком која је утицала на Римско царство, и византијске литургијске песме и секуларна музика која утиче на средњу источну музику и ренесансу. Модерна грчка музика комбинује ове елементе и интерпретира широки спектар музичких форми.

#### Античка Грчка
Историја музике у Грчкој почиње музиком древне Грчке, која је у великој мери структуирана на лире и другим подржавајућим жичаним инструментима из тог доба. Поред познатих структурних наслеђа Питагоре и сродних математичких догађаја којима се подржава западна класична музика, у овом периоду се релативно мало схвата о прецизном карактеру музике; Међутим, знамо да је то оставило снажан траг на култури Рима. О друштвеној улози и карактеру древне грчке музике углавном се највише види из керамике и других облика грчке уметности.
Древни Грци веровали су да су богови измишљали плесове и због тога су их повезивали са верском церемонијом. Веровали су да су богови нудили овај поклон само да би бирали смртнике, који су заузврат учили остале како да плешу.
Периодични докази у древним текстовима указују на то да се плес држао у великој мери, нарочито због својих образовних способности. Плес, заједно са писањем, музиком и физичким вежбама, се изводио у кругу и завршавао се са плесачима окренутим једни према другима. Када не плешу у круг, плесачи су држали руке високо или су махали њима лево и десно. Држали су чинеле (попут данашње зилије) или мараму у рукама, а покрети су наглашени њиховим дугим рукавима. Док су плесали, певали су, или су понављали стихове које је певао главни плесач. Гледаоци су могли да се придруже, тапшући уз ритам или да певају. Професионални певачи, често и сами музичари су састављали текстове који су одговарали прилици.

#### Византијска Грчка
Византијска музика је такође од великог значаја за историју и развој европске музике, јер су литургијска певања постала темељ и корак ка музици ренесансе. Византијска музика је обухватала обимну традицију инструменталне музике и плеса.
Византијски инструменти укључивали су гитару, једноструку, двоструку или вишеструку флауту, тимпани (бубањ), лире и чинеле.
Популарни плесови овог периода су били "Сиртос", "Геранос", "Мантилиа", "Сакимос", "Пирихиос" и "Кордакас". Неки од ових плесова имају своје порекло у древном периоду и још увек су усвојени у неком облику данас.

#### Модерна Грчка
Низ домаћих и међународно познатих композитора и извођача широм музичког спектра проналазио је успех у модерној Грчкој, док је традиционална грчка музика означена као мешавина утицаја из аутохтоних култура са оним са западне и источне културе. Неки елементи Османског царства се могу чути у традиционалним песмама, као и у модерној блуз и Ребетико музици. Познати грчки музички инструмент је бузуки. Име "бузуки" долази из турског језика, али сам инструмент је вероватно грчког порекла (од древне грчке луте познате као "пандура", што је врста гитаре, која се јасно види у древним статуама, посебно женским фигурама "Танаграиес").
Познати грчки музичари и композитори модерне ере укључују централну фигуру европског модернизма 20. века Јаниса Ксенакиса, композитора, архитекту и теоретичара. Марија Калас, Никос Скалкотас, Микис Теодоракис, Димитри Митропулос, Манос Хадзидакис и Вангелис су такође дали грчки допринос двадесетом веку, као и Демис Русос, Нана Мускури и други.
Рођење прве школе модерне грчке класичне музике Хептанова или јонска школа, настала је на Јонским острвима, где се Манолис Каломирис сматра оснивачем "грчке националне школе".
Грчка је једно од ретких места у Европи где се свакодневно приказује улога народног плеса. Уместо да функционише као музејски део, сачуван само за наступе и посебне догађаје, то је живописан израз свакодневног живота. Прилике за плес обично су венчања, породичне прославе и имендани. Плес има своје место у церемонијалним обичајима који су још увек очувани у грчким селима, као што је плесање невесте пре и током венчања. Карневал и Ускрс дају више могућности за породична окупљања и плес. Грчки кафане, таверне, које пружају уживо забаву често укључују и народне плесове у свој програм.
Регионалне карактеристике су се развијале током година због варијација у климатским условима, географије Грчке и друштвеног живота људи. У каснијим годинама, ратови, међународни пактови и слично кретање становништва, па чак и покрети државних службеника широм земље, међусобно су преплавили традиције. Људи су научили нове плесове, прилагодили их окружењу и укључили их на своје празнике. "Каламатианос" и "Сиртос" се сматрају Пан-хеленик плесовима и играју се широм света у заједницама дијаспоре. Други су такође прешли границе и познати су изван региона одакле потичу; то су "пентозали" са Крита, "Хасапико" из Константинопоља, "Зонарадикос" са Тракије, "Сера" са Понта и "Балос" са Егејског мора.
Авангардни кореограф, режисер и плесач Димитрис Папаиоану је био одговоран за успешну церемонију отварања летње олимпијаде 2004, са концепцијом који је осликавала класичне утицаје на модерне и експерименталне облике грчког плеса.

### Сликарство

#### Античка Грчка
У Античкој Грчкој било је неколико међусобно повезаних традиција сликања. Због својих техничких разлика, прошли су донекле диференцирани развој. Нису све технике сликања једнако довољно заступљене у археолошком запису. Најцењенији облик уметности, према ауторима као што су Плиније Старији или Паусанија, биле су појединачне, покретне слике на дрвеним плочама, технички описане као панелно сликарство. Такође, традиција зидног сликарства у Грчкој се јавља чак у Минојској и Микенској цивилизацији бронзаног доба, са раскошном декорацијом фрески на локацијама попут Кнососа, Тиринта и Микене.
Већина фигуралне или архитектонске скулптуре древне Грчке је била живописно обојена. Овај аспект грчког камена описан је као полихромија (од грчког  πολυχρωμια ,  πολυ  = многи и  χρωμα  = боја). Због интензивног временског утицаја, полихромија на скулптури и архитектури је у већини случајева значајно или тотално избледела.

#### Византијска Грчка
Византијска уметност је појам створен за Византијско царство од око 5. века до пада Константинопоља 1453. године. Најважнија карактеристика ове нове естетике био је његова "апстрактни" или анти-природни карактер. Ако је класична уметност обележила покушај стварања репрезентација која је што ближе остваривала стварност, чини се да је византијска уметност напустила овај покушај у корист симболичног приступа. Византијска слика се концентрисала углавном на икону и хагиографију.

#### Пост византијска и модерна Грчка
Термин Критска школа описује важну школу иконографског сликарства, познатог и под поствизантијском уметношћу, која је цветала док је Крит владао током Млетачке републике током средњег века, достигавши свој врхунац после пада Константинопоља, постајући централна сила у грчком сликарству током 15, 16. и 17. века. Критски уметници развили су посебан стил сликања под утицајем источне и западне уметничке традиције и покрета. Најпознатији производ школе, Ел Греко, био је најуспешнији од многих уметника који су покушали да граде каријеру у западној Европи.
Хептанска школа сликарства наследила је критску школу као водећу школу грчког пост-византијског сликарства након што је Крит пао у Османском царству 1669. године. Као и Критска школа комбиновала је византијске традиције са растућим западноевропским уметничким утицајем, као и први значајан приказ секуларних предмета. Школа је била стационирана на Јонским острвима, који нису били део османске Грчке, од средине 17. века па до средине 19. века.
Савремено грчко сликарство, након освајања Грчког рата за независност и стварања модерне грчке државе, почео је да се развија око времена романтизма, а грчки уметници су преузели многе елементе од својих европских колега, што резултира кулминацијом препознатљивог стила грчке уметности романтизма. Значајни сликари ове ере су Николаос Гизис, Јоргос Јакобидес, Никифорос Литрас и Константинос Воланакис.

### Скулптуре

#### Античка Грчка
Старогрчка монументална скулптура била је готово у потпуности састављена од мермера или бронзе; бронза постаје фаворизован материјал за велике радове почетком 5. века. И мермер и бронза су материјали који се лако формирају и врло су издржљиви. За хризелефантинске скулптуре, коришћене за храм идола и луксузна дела, користе се злато и слоновача за све делове тела (лица и руке).
До почетка 19. века систематско ископавање античких грчких локалитета донело је бројне скулптуре са траговима значајно разнобојних површина. Тек након објављених налаза њемачког археолога Винзенза Бринкмана крајем 20. и почетком 21. века, слика древних грчких скулптура постала је утврђена чињеница. Користећи лампе високог интензитета, ултраљубичастог зрачења, посебно пројектоване камере, гипсане кутије и одређене минерале у праху, Бринкманн је доказао да је цео Партенон, укључујући стварну структуру као и статуе, био обојен.

#### Византијска Грчка
Византијци су наследили рано хришћанско неповерење према монументалној скулптури у религиозној уметности, и произвели су само рељеф, од којих је врло мало од преосталог било слично човеколикој величини у контрасту са средњовековном уметношћу Запада, где је монументална скулптура оживела од Каролиншке уметности па надаље. У рељефу је било мало слоноваче.

#### Модерна Грчка
После оснивања Грчке краљевине и западног утицаја неокласицизам, скулптура је поново откривена од стране грчких уметника. Главне теме укључују древну грчку антику, Рат независности и важне личности грчке историје.
Значајни скулптори нове државе били су Леонидас Дросис (његов главни посао био је обиман неокласични архитектонски украс на Атинској Академији), Лазар Сохос, Јоргос Виталис, Димитриос Филипотис, Јоанис Косос, Јоргос Бонанос и Лазарос Фиталис.

### Позориште

#### Античка Грчка
Театар је настао у Грчкој. Град-држава Античке Атине, која је током овог периода постала значајна културна, политичка и војна сила, била је њен центар, где је установљен као део фестивала под називом Дионизијски фестивал, у част богу Дионису. Трагедија (крајем 6. века п. н. е), комедија (486. п. н. е), и сатира су три жанра драме које су се тамо појављивале. Атина је организовала фестивале бројним колонијама и савезницима како би промовисала заједнички културни идентитет.
Реч τραγωδια, из које је изведена реч трагедија, је спој две грчке речи: τραγος - 'коза' и ωδη, што значи "песма".

#### Средњи век
Током византијског периода, позоришна уметност је значајно опала. Према Мариосу Плоритису, једини облик који је преживео је народно позориште, упркос непријатељству званичне државе. Касније, током османског периода, главна позоришна народна уметност била је "Карагиозис". Ренесанса која је довела до модерног грчког позоришта, одржана је на Криту.

#### Модерна Грчка
Модерно грчко позориште настало је после Грчке независности, почетком 19. века, а на почетку је утицало Хептаново позориште и мелодрама, попут италијанске опере. Нобиле позориште ди Сан Јакомо ди Корфу била је прва кућа театара и опере модерне Грчке и место где је изведена прва грчка опера, Спиридона Ксиндаса Парламентарни кандидат ( на основу искључиво грчког либрета). Током краја 19. и почетка 20. века, на атинској позоришној сцени доминирају ревије, мјузиклу, оперете и ноктурно.
Народно позориште Грчке је основано 1880. године.

## Кухиња
Грчка кухиња има дугу традицију, а њени укуси се мењају сезоном и њеном географијом. Грчка кухиња, која вуче историјски претечу из западне кухиње, ширила је свој кулинарски утицај - преко древног Рима - кроз Европу и шире.
Старогрчка кухиња карактерише својом скромношћу и заснована је на "медитеранској триади": пшеници, маслиновом уљу и вину, а месо се ретко једе, док је риба чешће на менију.  Архестрат је 320 пре нове ере написао први кувар у историји. Грчка има кулинарску традицију од око 4.000 година.
Византијска кухиња била је слична класичној кухињи укључујући и нове састојке који нису били доступни раније, као што су кавијар, мускатни орах и лимун, босиљак, а риба наставља да буде саставни дио исхране.
Модерна грчка кухиња такође има утицаја од Отоманске и италијанске кухиње због велике доминације Османлија и Венеције кроз векове.

### Производња вина
Грчка је једна од најстаријих произвођача вина у свету. Најстарији доказ о грчком вину датира пре 6.500 година  где се вино производило у домаћинствима. У давним временима, пошто је трговина вином постала велика, транспортована је кроз цео Медитеран; Грчко вино је било веома цењено у Италији, под Римском империјом. У средњевековном периоду, вина су се извозила са Крита, Монемвасије и других грчких лука за велике износе у северној Европи.

## Образовање
Образовање у Грчкој је обавезно за сву децу од 6 до 15 година; наиме, обухвата основно (Димотико) и средње (Гимнасио) образовање. Школски живот ученика, међутим, може почети од доби од 2,5 године (предшколско образовање) у приватним и јавним институцијама.
Обавезно средњошколско образовање, према реформама из 1997. и 2006. године, састоји се од два главна типа школе: Геника Ликеиа (Опште високе средње школе) и Епагелматика Ликеиа (више средње школе), као и епагелматика Сколес (стручне школе). Поред тога, раде и школе за музичко, црквено и физичко образовање.
Обавезно средњошколско образовање укључује и образовне институте, који пружају формални, али не и класификовани ниво образовања. Ови институти нису класификовани као ниво образовања, јер обухватају програме и за ученике гимназије (ниже средњошколско образовање) и дипломце из средње школе (Ликеио) у складу са релевантним специјалностима које пружају. Јавно високо образовање је подељено на универзитете и Технолошко образовне институције. Ученици се примају у ове институте према њиховом учинку на испитивањима на националном нивоу који се одржавају у трећем разреду Ликеиа. Поред тога, ученици се примају на Отворени универзитет Хеленик након завршетка 22 године уз помоћ извлачења.
Грчка конзервативна десничарска политичка странка, Нова демократија, тврди да ће променити закон како би приватни универзитети добили признање. Без званичног признања, студенти који имају ЕЕС степен не могу радити у јавном сектору. Панхеленски социјалистички покрет, ПАСОК је предузела неке акције након интервенције ЕУ, односно стварање посебне владине агенције која потврђује стручни статус одређених носилаца степена ЕЕС. Међутим, њихов академски статус и даље остаје проблем. Питање потпуног признавања и даље је питање дебате међу грчким политичарима.
Институт за развој предузетништва је грчка невладина организација формирана за промовисање иновација и за јачање духа предузетништва са намером повезивања са другим европским иницијативама.

## Грчки великани
Порекло западне књижевности и главних грана западног учења може се пратити у доба Грчког јачања, које је започело пре 700. године пре нове ере са епикама Хомера, "Илијаде" и "Одисеје". Хесиод, први дидактички песник, ставио је у епски стих опис, његових пасторалних живота, укључујући практичне савете о пољопривреди и алегоријске мете. Песници као што су Алкеј, Сапфа, Анакреон и Бахилид, писали су о љубави, рату и смрти у текстовима са великим осећајем и лепотом. Пиндар је величао Панхеленске атлетске фестивале у живим одесима. Басне робова Езопа познате су више од 2.500 година. Три највећа драматичара на свету су били Есхил, аутор трилогије "Орестеиа"; Софокле, аутор Тебанских игара; и Еурипид, аутор Медеа, Тројанске жене и  Баханткиње. Аристофан, највећи аутор комедија, сатирично је представио тадашње обичаје кроз низ сјајних представа. Три велика историчара била су Херодот, која се сматра оцем историје, познат по "Персијским ратовима"; Тукидид, који је углавном избегавао митове и легенде и применио веће стандарде историјске тачности у својој Историји Пелопонеског рата; и Ксенофонт, најпознатији по његовом извештају о грчком повлачењу из Персије, "Анабасије". Изузетна књижевна фигура хеленистичког периода био је Менандар, главни представник нове врсте комедије; песници Калимах, Теокрит и Аполоније Рођанин, аутор "Аргонаутике"; и Полибије, који је написао детаљну историју медитеранског света. Значајна особа у римском периоду био је Страбон, писац географије; Плутарх, отац биографије, чији су "Паралелни животи" познатих Грка и Римљана били главни извор информација о великим фигурама антике; Паусанија, писац путовања; и Лукијан, сатиричар.
Водећи филозофи у периоду који је претходио златном добу Грчке били су Талес, Питагора, Хераклит, Протагора и Демокрит. Сократ је истраживао етику и политику. Његов највећи ученик, Платон, користио је Сократов метод испитивања и одговора при истраживању филозофских проблема у својим познатим дијалозима. Платонов ученик Аристотел је установио правила дедуктивног образложења, али је такође користио опсервацију и индуктивно образложење, применивши је на систематско проучавање скоро сваког облика људског настојања. Изузетни у хеленистичком периоду били су и Епикур, филозоф модерације; Зенон из Китијума, оснивач стоицизма; и Диоген. Хипократова заклетва, оца медицине, и даље се рецитује од стране ново-дипломираних доктора. Еуклид је еволуирао систем геометрије који носи његово име. Архимед је открио принципе механике и хидростатике. Ератостен је обрачунао обим земље уз изузетну тачност, и Хипарх је установио научну астрономију. Гален је био изузетан лекар древних времена.
Скулптор Фидија је створио статуу Атине и фигуру Зевса у храму на Олимпији и надгледао конструкцију и декорацију Партенона. Још један познати скулптор био је Праксител.
Правне Солонове реформе служе као основа атинске демократије. Атински генерал Милтијад је водио победу над Персијцима на Маратону 490 п. н.е. И Темистокле је био одговоран за победу у Саламису 10 година касније. Перикле, виртуелни владар Атине више од 25 година, додељен политичкој моћи тог града, почео је изградњу Партенона и других значајних зграда, и подстакао уметност скулптуре и сликарства. Са падом Атине, прво Спарта, а затим и Теба, под вођством великог војног тактичара Епаминонда, стекли су надмоћ; али убрзо након тога, два војна генија, Филип II Македонски и његов син Александар Велики, стекли су контролу над целом Грчком и формирали огромну царство која се протезало источно.
Најпознатији грчки сликар током ренесансе био је Ел Греко, рођен на Криту, чији су главни радови, који су сликани у Шпанији, утицали на многе уметнике из 20. века. Изванредна модерна књижевна фигура је Никос Казанцакис, романописац и песник који је написао велики наставак Хомерове "Одисеје". Водећи модерни песници су Костис Паламас и Константин Кавафи, као и Јоргос Сеферис и Одисеас Елитис, добитници Нобелове награде за књижевност 1963. и 1979. године. Рад социјалног теоретичара Корнелија Кацориадиса је познат по својој мултидисциплинарној ширини. Познати композитори су Никос Скалкотас, Јанис Ксенакис и Микис Теодоракис; диригент Димитри Митропулос; и сопран Марија Калас. Филмови који су освојили међународно признање су грчко-амерички великани Џон Касаветес и Елија Казан, и Грци Михалис Какојанис и Коста Гаврас. Значајније глумице су Катина Паксину; Мелина Меркури, која је именована за министра културе и науке у социјалистичком кабинету 1981. године; и Ирена Папас.
Изузетне грчке јавне личности у двадесетом веку су Елефтериос Венизелос, истакнути државник; Јоанис Метаксас, диктатор од 1936. све до његове смрти; Констатинос Караманлис, премијер (1955—63, 1974-80) и председник (1980—85) Грчке; Јоргос Папандреу (млађи), шеф странке Центра Унион и премијер (1963—65); и његов син Андреас Папандреу, вођа ПАСОК-а који је постао премијер 1981. Костас Симитис је био лидер ПАСОК-а и премијер 1996-2004. Након њега, премијер је био Костас Караманлис (млађи).

## Језик
Грчки језик је службени језик у Грчкој и има укупно 15 милиона говорника широм света; Припада групи индоевропских језика. Историја језика обухвата преко 3400 година писаних записа.
Грчки је имао огроман утицај на друге језике и то директно на Романске језике, а индиректно кроз свој утицај на развој латинског језика током раних дана Рима. Знаци овог утицаја, као и многи догађаји, могу се видети у читавој породици западноевропских језика.

### Интернет и "Грклиш"
Недавно је због пораста интернетских комуникационих услуга, као и мобилних телефона, проузрокован делимичан облик писаног грчког писма, а понекад са потпуним коришћењем латиничног карактера; ово је познато као грклиш, облик који се проширио кроз грчку дијаспору, па чак и на две земље са већинским грчким становништвом, на Грчку и Кипар.

### Катаревоуса
Катаревоуса је прочишћени облик грчког језика, на пола пута између модерних и древних форми, постављен током почетка 19. века од стране грчког интелектуалног и револуционарног вође Адамантиос Кораис, који је имао намеру да се грчки језик приближи древној форми. Његов утицај, последњих година, еволуирао је ка формалнијој улози и користио се првенствено за званичне сврхе као што су дипломатија, политика и други облици званичне документације. Ипак, она је имала значајне ефекте на грчки језик, како се и даље данас користи, у писаном и говорном облику, а вокабулар са граматичким и синтаксичким формама поново је ушао у новогрчки језик преко Катаревоуса.

### Дијалекти
Постоји низ дијалеката грчког језика; Најзначајнији су: Кападохијски грчки, Критски грчки (који је блиско повезан са већином дијалекта на Егејским острвима), кипарски грчки, Понтијски грчки, Грико дијалект који се говори у јужној Италији и Цаконијски језик, који се још увек говори у савременој Аркадији и означен је као преживели регионални дијалект Дорског дијалекта.

## Књижевност
Грчка има изузетно богату и издржљиву књижевну традицију, која се протеже преко 2800 година и кроз неколико ера. Класична ера је најчешће повезана са грчком књижевности, почев од 800. године пре нове ере и задржавала је свој утицај до почетка византијског периода, након чега је почео утицај хришћанства на нови развој грчке писане речи. Многи елементи миленијумске традиције одражавају се у савременој грчкој књижевности, укључујући дела Нобелових лауреата Одисеаса Елитиса и Јоргоса Сефериса.

### Античка Грчка
Први забележени радови у западној књижевној традицији су епска песама Хомера и Хесиода. Рана грчка лирика, коју представљају песници као што су Сапфа и Пиндар, одговорна је за дефинисање лирског жанра, како се то данас схвата у западној литератури. Езоп је написао своје  басне у 6. веку пре нове ере. Ове иновације имале су дубок утицај не само на римске песнике, поготово на Вергилија у својој епској песми о оснивању Рима, "Енејида", на оној која се развијала широм Европе.
У класичној Грчкој су такође настала и позоришта. Есхил је развио идеје о дијалогу и интерактивним ликовима за писање сценарија и тиме је ефикасно измислио "драму": његова трилогија представа "Орестија" представља његов допринос. Остали писца сценографија су Софокле и Еурипид. Аристофан, комични драмски писац, дефинисао је и обликовао идеју комедије као позоришне форме.
Херодот и Тукидид често се везују за развој модерне студије историје у поље филозофије, књижности и науке. Полибије је први представио проучавање концепта војне историје.
Филозофија је ушла у књижевност кроз Платонове дијалоге, док је његов ученик Аристотел у свом раду "Поетика", формулирао први сет критеријума за књижевне критике. Обе књижевне фигуре, у контексту ширег доприноса грчке филозофије у класичном и хеленистичком добу, требало је да доведу до идеје о политичкој науци, науци која се бави проучавањем политичке еволуције и критици владиних система.

### Византијска Грчка
Раст хришћанства током грчко-римске културе у 4, 5. и 6. веку, заједно са периодом хеленизације Византијског царства, довело би до стварања јединствене књижевне форме, у комбинацији са хришћанским, грчким, римским и оријенталним утицајем (као што је Персијско царство). То би у ствари промовисало развој догађаја као што су Критска поезија, раст поетске сатире на истоку Грчкое и развој неколико истакнутих историчара тог периода.

### Модерна Грчка
Модерна грчка књижевност се односи на литературу написану на грчком језику од 11. века, са текстовима написаним на језику који је познатији данашњим Грцима него што је то био језик рано-византијских времена.
Критска песма "Еротокритос" је несумњиво ремек-дело овог раног периода модерне грчке књижевности и представља једно од својих врхунских достигнућа. То је стих витешки стих написан око 1600. године од стране Викентиоса Корнароса (1553-1613). Други главни представник Критске књижевности био је Јоргос Ксортацис, а његов најзначајнији рад био је "Ерофили". Други радови су "Жртва Абрахама" од стране Корнароса, "Панориа" и "Кацурбос" од Ксортациса, Кинг Родолинос од Троилоса, "Статхис (комедија)" и "Воскопоула" од стране непознатих уметника.
Много касније, Диафотисмос је био идеолошки, филолошки и филозофски покрет међу Грцима из 18. века који преводе идеје и вредности просветитељства у грчки свет. Адамантиос Кораис и Рига од Фере су две најзначајније фигура. Године 1819, Коракистика , написан од стране Јаковакиса Ризоса Нероулоса, била је пародија против грчког интелектуалца Адамантиоса Кораиса и његових језичких ставова, који су фаворизовали коришћење конзервативнијег облика грчког језика, ближе античком.
Годинама пре Грчке независности, Јонска острва постала су центар Хептанске књижевности. Његове главне карактеристике били су утицај Италије, романтизма, национализма и употреба демотичког грчког. Значајни представници били су Андреас Ласкаратос, Андреас Калвос, Аристел Валаоритис и Дионисиос Соломос.
Након независности, интелектуални центар је пребачен у Атину. Главна личност ове нове ере је Костис Паламас, који се сматра националним песником Грчке. Био је централна личност грчке књижевне генерације из осамдесетих година 20. века и један од оснивача Нове Атинске школе. Његова главна карактеристика била је употреба демотичког грчког језика. Он је такође писац Олимпијске химне.
У двадесетог века модерна грчка књижевна традиција обухвата радове Константина Кавафија, који се сматра кључном личности поезије двадесетог века, Јоргоса Сефериса (чији су радови и песме имали за циљ да спајају књижевност древне и модерне Грчке) и Одисеас Елитис, који су освојили Нобелову награду за књижевност. Никос Казанцакис се такође сматра доминантном личности, са радовима као што су  Последње Христово искушење  и  Христово распеће  која имају међународно признање.

## Филозофија, наука и математика
Хеленистичка ера се сматра да је створила научну мисао уз помоћ опсервације, мисли и развоја теорије без интервенције надреалних сила. Талес из Милета, Анаксимандар и Демокрит били су међу онима који су значајно допринели успостављању ове традиције. Грчки развој математике се наставио све до пада Византијског царства. У савременој ери, Грци настављају да доприносе пољима науке, математике и филозофије.

### Античка Грчка
Традиција филозофије у античкој Грчкој пратила је књижевни развој. Грчко учење имало је велики утицај на западну и блискоисточну цивилизацију. Радови Сократа, Платона, Аристотела и других грчких филозофа веома су утицали на античку мисао, златно доба ислама и ренесансу.
У медицини, доктори се и даље позивају на Хипократову заклетву, коју је створио Хипократ, и он се сматра најважнијим у постављању темеља медицине као науке. Галенови радови су вековима основа медицине у Европи и на Блиском истоку. Лекари Херофил и Паулус Егинета били су пионири у проучавању анатомије, док је Педаније Диоскорид написао обимну расправу о пракси фармакологије.
Период класичне Грчке (од 800. године п. н.е до настанка Античке Македоније, грчке државе на северу) је најчешће повезиван са грчким напретком у науци. Талеса многи сматрају оцем науке; он је био први од древних филозофа који су покушавали да објасне физички свет у смислу природних, а не натприродних узрока. Питагора је био математичар који је често описиван као "отац бројева"; верује се да је имао пионирски увид у нумеричке показатеље који одређују музичку скалу, а углавном му се приписује Питагорина теорема. Диофант, са друге стране, био је "отац алгебре". Многи делови модерне геометрије заснивају се на Еуклидовом раду, док је Ератостен био један од првих научних географа, који је израчунао обим Земље и осмислио прве географске карте на основу научних принципа.
Хеленистички период, након Александрових освајања, наставио је да се темељи на знању. Хипарх са Родоса се сматра првокласним астрономским посматрачем древног света, и вероватно је био и први који је развио тачан метод за предвиђање помрачења Сунца, док је Аристарх са Самоса био први познати астроном који је предложио хелиоцентрични систем Сунчевог система, иако је Геоцентрични систем света који је преложио Клаудије Птолемеј био прихваћен све до 17. века. Птолемеј је такође значајно допринео картографији и науци оптике. Архимед је први израчунао вредност 'π' ' и геометријски ред, а такође је значајан као најранији познати математички физичар за откривање закона узгона, као и осмишљавање уређаја за наводњавање познатог као Архимедов вијак.

### Византијска Грчка
Византијски период остао је упамћен углавном као период очувања у смислу класичних грчко-римских текстова; Међутим, дошло је до значајног напретка на пољу медицине. Теолошка филозофија је такође остала подручје учења, и дошло је до одређеног повећање професионализма у проучавању ових предмета, које је осликало оснивање Константинопољског универзитета.
Исидор Милетус и Антемије били су архитекте познате Аја Софије у Константинопољу, такође су допринели математичким теоријама везаним за архитектонску форму, и да је неопходна математичка хармонија потребна за стварање вишеслојне структуре. Ове идеје су показале велики утицај на отоманског архитекту Мимара Синана у његовом стварању Плаве џамије, такође у Цариграду.

### Модерна Грчка
Грци и даље доприносе науци и технологији у савременом свету. Јанис Аргирис, математичар и инжењер, био је међу креаторима методе коначних елемената и директне методе крутости. Константин Каратеодори је значајно допринио реалној анализи, рачуну варијација и теорији мерења. У физици, Јоанис Илиопулос је познат по предвиђању чаробног кварка и тврдњи ГИМ механизма.
Биолог Фотис Кафатос је пионир у области молекуларних клонирања и геномике, и био је оснивач Европског истраживачког центра. У медицини, Јоргос Папаниколау је значајно допринео развоју испитивања грлића материце, стварањем теста Папаниколау тест, што је једна од најчешћих метода прегледа у гинекологији широм света.
Дизајнер аутомобила Алек Исигонис је дизајнирао револуционарни аутомобил Мини, док је Михали Дертузос био међу пионирима интернета, помогао у дефинисању Међународне организације задужене за израду стандарда интернета и 27 година је био директор МИТ лабораторије за рачунарске науке и вештачке интелигенције. Николас Негропонте је оснивач МИТ Медија лабораторије и пројекта One Laptop per Child- Један лаптоп по детету који има за циљ да прошири приступ Интернету у земљама у развоју. Јосиф Сифакис, компјутерски научник, освојио је Тјурингову награду за свој пионирски рад.

## Политика
Грчка је парламентарна република са председником који има више церемонијалну улогу него у неким другим републикама, а премијер се бира од лидера већинске партије у парламенту. Грчка има устав и писани Предлог закона који је уврштен унутар њега. Тренутни премијер је Алексис Ципрас.
Политиком треће Грчке Републике доминирају две главне политичке партије, социјалисти ПАСОК и конзервативна Нова демократија. До јануара 2011, ПАСОК је доминирао политичком сценом, економски председавајући повољним стопама раста, али у очима критичара, нису успели да развију питања незапослености и структурна питања, као што је либерализација тржишта.
Избори Нове демократије у влади 2004. довели су до различитих иницијатива за модернизацију земље, као што је образовна универзитетска шема, као и либерализација тржишта рада. Политички је дошло до огромног противљења неким од ових потеза захваљујући великом, добро организованом радничком покрету у Грчкој, што је створило неповерење десничарске администрације и неолибералних идеја. Чини се да популација углавном прихвата многе иницијативе, које се огледају у владиној подршци. Нова демократија је поново изабрана у септембру 2007. године.
Постоји још неколико мањих политичких странака. Оне укључују трећу највећу партију ("Комунистичка партија"), која и даље има велику подршку многих сеоских радних подручја, као и код неких имигрантских становништва у Грчкој. Постоји и релативно мали, али добро организовани анархистички покрет, иако је њен статус у Грчкој претерано претеран од стране медија у иностранству.
Грађани Грчке отворено учествују у политичком процесу, док су јавне демонстрације континуирана карактеристика Атинског живота; међутим, постоје критике да је дошло до пропуста владе да довољно укључи мањине у политичку расправу и самим тим и померање њихових мишљења. Уопштено говорећи, политика се сматра прихватљивом темом за скоро сваку друштвену прилику, а Грци су често веома гласни о њиховој подршци (или недостатку исте) за одређене предлоге политике или саме политичке партије.

## Државни празници и фестивали
Према грчком закону сваке недеље у години је државни празник. Поред тога, постоје четири обавезна, званична државна празника: 25. март ("Дан независности Грчке"), Васкршњи понедељак, 15. августа ("Успење Пресвете Богородице") и 25. децембра ( Божић). Још два дана, 1. маја ( Празник рада ) и 28. октобра ( Охи дан ), закон је регулисао као опциони, али је обичај да се запосленима да тада слободан дан. Међутим, у Грчкој се прославља више празника него што их Министарство рада објави сваке године као обавезним или необавезним. Листа ових националних празника ретко се мења и није се променила у последњих неколико деценија, чиме постоји укупно једанаест националних празника сваке године.
Поред националних празника, ту су и државни празници који се не прослављају у целој земљи, већ само од стране одређене професионалне групе или локалне заједнице. На пример, многе општине имају "славе", такође назване као "Имендан", или "Дан ослобођења", и на тај дан је обичај да школе имају слободан дан.
Значајни фестивали укључују Патрас карневал, Атински фестивал и разне локалне винске фестивале. Град Солун такође је дом многих фестивала и догађаја. Међународни филмски фестивал у Солуну је један од најважнијих филмских фестивала у јужној Европи,

## Религија

### Античка Грчка
У класичној Атини су настали предлози неких верских идеја које су се касније наслањале на хришћанство, као што је Аристотелов приказ савршеног Бога и Хераклитов " Логос". Платон је сматрао да је било награда за виртуозног на небесима и казни за зла под земљом; душа је била вреднована више од материјалног тела, а материјални свет се схватао као несавршен и није у потпуности стваран (то је илустровао Сократ у Миту о пећини).

### Хеленистичка Грчка
Освајањима Александара Великог ширио су класичан концепте о божанству, животу после живота и још много тога у источном медитеранском подручју. Грчко-будизам је био културолошки синкретизам између хеленистичке културе и будизма, који се развио у Индо-Грчком Краљевству. По доласку хришћанства, четири оригинална патријархата изван Рима користиле су грчки језик као свој црквени језик.

### Византијска и модерна Грчка
Грчка православна црква, углавном због важности Византије у грчкој историји, као и њеној улози у револуцији, представља главну институцију у модерној Грчкој. Њена улога у друштву и већа улога у свеобухватној грчкој култури је веома важна; неки Грци одлазе у цркву најмање једном месечно или некада више, и за њих православни празници, као што је Ускрс имају посебан значај.
Грчка православна црква такође задржава ограничени политички утицај кроз чињеницу да грчки Устав не садржи експлицитно раздвајање цркве и државе.
Грчка православна црква постоји и у селима и градовима Грчке и могу бити различите архитектонске форме, од старијих византијских цркава до модернијих белих цркава, до новијих катедралних структура са евидентним византијским утицајем. Грчка (као и Кипар), такође је, према наводима Еуростата, рангирана као једна од најоригиналнијих земаља у Европи; Међутим, иако црква има широко поштовање као морална и културна институција, контраст религиозног веровања са протестантском северном Европом је очигледнији од оног са католичком медитеранском Европом.
Грчка такође има значајну мањину муслимана у источној Тракији (бројчано око 100-150.000). Грчка држава је у потпуности одобрила изградњу главне џамије за новију муслиманску заједницу Атине према одредбама грчког устава слободе вероисповести.
Друге верске заједнице које живе у Грчкој укључују Католике, Јеховине сведоке, Протестанте, Јевреје и друге.

## Спортови
Грчка се у последњих неколико деценија уздигла у бројним спортским областима. Фудбал се посебно брзо развио, са грчким националним фудбалским тимом када су освојили Европско првенство у фудбалу 2004.. Многи грчки спортисти су такође постигли значајан успех и освојили светске и олимпијске медаље у бројним спортовима током година, као што су кошарка, ватерполо, атлетика, дизање тегова, при чему многи од њих постају међународне звезде у својим спортовима. Успешна организација атлетских и параолимпијских игара у Атини 2004. године довела је до даљег развоја многих спортова и довела до стварања многих спортских објеката светске класе широм Грчке, а посебно у Атини. Грчки спортисти освојили су укупно 146 медаља за Грчку у 15 различитих олимпијских спортова на Летњим олимпијским играма 2004. године, постигнућа које чине Грчку једном од водећих земаља на глобалном нивоу, у светској ранг листи медаља по глави становника.

## Симболи
Националне боје Грчке су плава и бела. Грб Грчке се састоји од белог крста на плавом штиту у хералдици који је окружен са две гране ловора.  Застава Грчке такође је плаво-бела, како је дефинисано Законом 851/1978 "Што се тиче националне заставе".  Она одређује боју "цијан" (грчки: κυανο, "киано"), што значи "плаво", тако да је нијанса плаве нејасна.
Од када је први пут успостављен, национални амблем је претрпео многе промене у облику и дизајну. Оригинални грчки национални знак означава богињу Атину и сову. У време Јоаниса Каподистријаса, додат је феникс, симбол поновног рођења.
Други препознатљиви симболи укључују (током Византијског царства) и двоглавог орла и Сунце из Вергине.